# Low Head
Low Head is een plaats in de Australische deelstaat Tasmanië en telt 474 inwoners (2006).